# Belarussischer Fußballpokal 2001/02
Der Belarussische Fußballpokal 2001/02 war die elfte Austragung des belarussischen Pokalwettbewerbs der Männer. Das Finale fand am 26. Mai 2002 im Dinamo-Stadion von Wizebsk statt. Titelverteidiger Belschyna Babrujsk schied im Achtelfinale gegen Chimik Swetlahorsk aus. Pokalsieger wurde der FK Homel, der sich im Finale gegen BATE Baryssau durchsetzte.

## Modus
Im Gegensatz zur Liga wurde der Pokal im Herbst-Frühjahr-Rhythmus ausgetragen. Bis zum Achtelfinale und im Finale wurden die Begegnungen in einem Spiel ausgetragen. Bei unentschiedenem Ausgang wurde zur Ermittlung des Siegers eine Verlängerung gespielt. Stand danach kein Sieger fest, folgte ein Elfmeterschießen. Das Viertel- und Halbfinale wurden in Hin- und Rückspiel ausgetragen. Der Pokalsieger qualifizierte sich für den UEFA-Pokal.

## Teilnehmende Teams
| Wyschejschaja Liha (14) | Perschaja Liha (13) | Druhaja Liha (9) |
| --- | --- | --- |
| - BATE Baryssau - Belschyna Babrujsk - FK Dinamo Minsk - Tarpeda-MAZ Minsk - FK Dinamo Brest - FK Homel - Njoman-Belcard Hrodna - FK Maladsetschna-2000 - Dnjapro-Transmasch Mahiljou - Naftan Nawapolazk - FK Schachzjor Salihorsk - FK Slawija-Masyr - Wedrytsch-97 Retschyza - Lakamatyu-96 Wizebsk | - Swislatsch Assipowitschy - FK Keramik Bjarosa - Chimik Swetlahorsk - FK Daryda Schdanawitschy - FK Rahatschou-DJuSSch-1 - FK Njoman Masty - FK Hranit Mikaschewitschy - FK Kamunalnik Slonim - FK Lida - FK Orscha - Swjasda WA-BHU Minsk - Tarpeda Kadina Mahiljou - FK Tarpeda Schodsina | - FK Baranawitschy - Lakamatyu Minsk - FK Pinsk-900 - Sabudowa Tschysz - RUOR Minsk - FK Smarhon - FK Weras Njaswisch - SKAF Minsk - FK Daryda Stoubzy |

## 1. Runde
Teilnehmer: 10 Mannschaften der zweiten Liga und 8 aus der dritten Liga. Die unterklassigen Teams hatten Heimrecht.
| Datum      |                          | Ergebnis              |                                |
| ---------- | ------------------------ | --------------------- | ------------------------------ |
| 15.08.2001 | RUOR Minsk (III)         | 0:1                   | FK Tarpeda Schodsina (II)      |
| 15.08.2001 | SKAF Minsk (III)         | 2:0                   | FK Rahatschou-DJuSSch-1 (II)   |
| 15.08.2001 | Lakamatyu Minsk (III)    | 2:0                   | FK Njoman Masty (II)           |
| 15.08.2001 | FK Smarhon (III)         | 0:0 n. V. (4:2 i. E.) | FK Keramik Bjarosa (II)        |
| 15.08.2001 | FK Weras Njaswisch (III) | 2:0                   | Swislatsch Assipowitschy (II)  |
| 15.08.2001 | Sabudowa Tschysz (III)   | 0:2                   | FK Hranit Mikaschewitschy (II) |
| 15.08.2001 | FK Pinsk-900 (III)       | 2:1 n. V.             | FK Lida (II)                   |
| 15.08.2001 | FK Staryja Darohi (III)  | 0:1 n. V.             | Chimik Swetlahorsk (II)        |
| 15.08.2001 | FK Baranawitschy (III)   | kampflos              | FK Orscha (II)                 |

## 2. Runde
Teilnehmer waren die 9 Sieger der ersten Runde, 9 Mannschaften der Wyschejschaja Liha 2001, ein weiterer Drittligist (FK Daryda Stoubzy) und drei weitere Zweitligisten (Swjasda WA-BHU Minsk, Tarpeda Kadina Mahiljou, FK Kamunalnik Slonim). Weitere fünf Erstligisten erhielten für diese Runde ein Freilos: FK Dinamo Minsk, Njoman-Belcard Hrodna, FK Maladsetschna-2000, FK Homel und Belschyna Babrujsk. Die unterklassigen Teams hatten Heimrecht.
| Datum      |                                | Ergebnis  |                                 |
| ---------- | ------------------------------ | --------- | ------------------------------- |
| 26.08.2001 | Tarpeda Kadina Mahiljou (II)   | 2:3       | Naftan Nawapolazk (I)           |
| 26.08.2001 | Swjasda WA-BHU Minsk (II)      | 0:1       | Dnjapro-Transmasch Mahiljou (I) |
| 26.08.2001 | FK Baranawitschy (III)         | 1:0       | Lakamatyu-96 Wizebsk (I)        |
| 26.08.2001 | FK Hranit Mikaschewitschy (II) | 1:2       | FK Dinamo Brest (I)             |
| 26.08.2001 | FK Weras Njaswisch (III)       | 1:3       | FK Slawija-Masyr (I)            |
| 26.08.2001 | Chimik Swetlahorsk (II)        | 2:1       | FK Tarpeda Schodsina (II)       |
| 26.08.2001 | FK Pinsk-900 (III)             | 1:2 n. V. | Lakamatyu Minsk (III)           |
| 26.08.2001 | FK Smarhon (III)               | 0:3       | Tarpeda-MAZ Minsk (I)           |
| 26.08.2001 | FK Kamunalnik Slonim (II)      | 1:3       | Wedrytsch-97 Retschyza (I)      |
| 26.08.2001 | BATE Baryssau (I)              | 6:0       | SKAF Minsk (III) 1              |
| 27.08.2001 | FK Daryda Schdanawitschy (II)  | 0:1       | FK Schachzjor Salihorsk (I)     |

## Achtelfinale
Teilnehmer waren die 11 Sieger der zweiten Runde und die 5 Vereine mit Freilos in der letzten Runde.
| Datum      |                                 | Ergebnis  |                            |
| ---------- | ------------------------------- | --------- | -------------------------- |
| 14.10.2001 | Tarpeda-MAZ Minsk (I)           | 1:2       | BATE Baryssau (I)          |
| 14.10.2001 | FK Schachzjor Salihorsk (I)     | 2:1       | Njoman-Belcard Hrodna (I)  |
| 14.10.2001 | FK Homel (I)                    | 2:1       | FK Maladsetschna-2000 (I)  |
| 14.10.2001 | Naftan Nawapolazk (I)           | 0:1 n. V. | FK Dinamo Minsk (I)        |
| 14.10.2001 | FK Dinamo Brest (I)             | 4:0       | FK Baranawitschy (III)     |
| 14.10.2001 | FK Slawija-Masyr (I)            | 2:1 n. V. | Wedrytsch-97 Retschyza (I) |
| 14.10.2001 | Chimik Swetlahorsk (II)         | 3:0       | Belschyna Babrujsk (I)     |
| 14.10.2001 | Dnjapro-Transmasch Mahiljou (I) | 0:1       | Lakamatyu Minsk (III)      |

## Viertelfinale
Teilnehmer waren die 8 Sieger aus dem Achtelfinale.
| Datum             |                             | Gesamt          |                      | Hinspiel | Rückspiel |
| ----------------- | --------------------------- | --------------- | -------------------- | -------- | --------- |
| 25.04./02.05.2002 | Lakamatyu Minsk (III)       | 1:5             | FK Dinamo Brest (I)  | 0:1      | 1:4       |
| 25.04./02.05.2002 | FK Schachzjor Salihorsk (I) | (a)1:1(a)       | FK Slawija-Masyr (I) | 0:0      | 1:1       |
| 25.04./02.05.2002 | Chimik Swetlahorsk (II)     | 1:6             | BATE Baryssau (I)    | 1:1      | 0:5       |
| 25.04./02.05.2002 | FK Homel (I)                | 2:2 (2:3 i. E.) | FK Dinamo Minsk (I)  | 1:1      | 1:1 n. V. |

## Halbfinale
| Datum          |                             | Gesamt |                   | Hinspiel | Rückspiel |
| -------------- | --------------------------- | ------ | ----------------- | -------- | --------- |
| 10./18.05.2002 | FK Schachzjor Salihorsk (I) | 0:4    | BATE Baryssau (I) | 0:2      | 0:2       |
| 10./18.05.2002 | FK Dinamo Brest (I)         | 1:2    | FK Homel (I)      | 1:1      | 0:1       |

## Finale
| Paarung        | FK Homel – BATE Baryssau |
| Ergebnis       | 2:0 (0:0) |
| Datum          | 26. Mai 2002 |
| Stadion        | Dinamo-Stadion, Wizebsk |
| Zuschauer      | 3.600 |
| Schiedsrichter | Wadsim Schuk |
| Tore           | 1:0 Wiktar Barel (59.) 2:0 Dmitrij Karsakow (62.) |
| FK Homel       | Wjatscheslaw Dusmanow – Nikita Schmykow, Anton Iwanow, Wasil Drasdou, Fjodor Lukaschenko – Oleh Tscherepnjow (90. Sjarhej Nikitenko), Maksim Rasumau, Andrej Marosau (50. Aljaksandr Danilau), Dmitrij Karsakow – Wiktar Barel (82. Andrej Nasarau), Henads Blisnjuk Cheftrainer: Sergej Podpalyj ( Russland)                   |
| BATE Baryssau  | Aljaksandr Fjedarowitsch – Aljaksej Baha, Henads Mardas, Dmitry Molasch, Dsmitryj Lichtarowitsch (46. Aleh Strachanowitsch) – Aljaksandr Jermakowitsch (76. Waleryj Tarasenka), Jauhen Laschankou, Wadsim Skryptschanka, Igor Tschumatschenko (65. Pawel Schmihera) – Artjom Konzewoj, Pawel Bjahanski Cheftrainer: Jury Puntus |
| Gelbe Karten   | keine – Artjom Konzewoj, Wadsim Skryptschanka, Dmitry Molasch |